# Thecla hypoliedes
Thecla hypoliedes är en fjärilsart som beskrevs av Hayward 1967. Thecla hypoliedes ingår i släktet Thecla och familjen juvelvingar. Inga underarter finns listade i Catalogue of Life.